# Nidaa Tounes
Nidaa Tounes (arabiska: حركة نداء تونس, Uppmaning till Tunisien) är ett sekulärt, socialliberalt samlingsparti i Tunisien. Partiet grundades 2012, och blev vid parlamentsvalet 2014 det största partiet med 37,56 procent av rösterna. Senare samma år vann partiets grundare Beji Caid Essebsi presidentvalet. 